# Guildfordia yoka
Guildfordia yoka là một loài ốc biển sống ở nước sâu, là động vật thân mềm chân bụng sống ở biển trong họ Turbinidae.

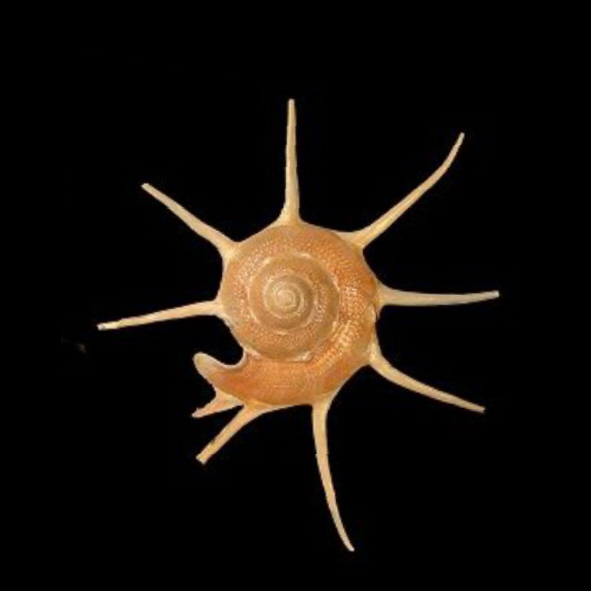
Vỏ của Guildfordia yoka

## Hình ảnh

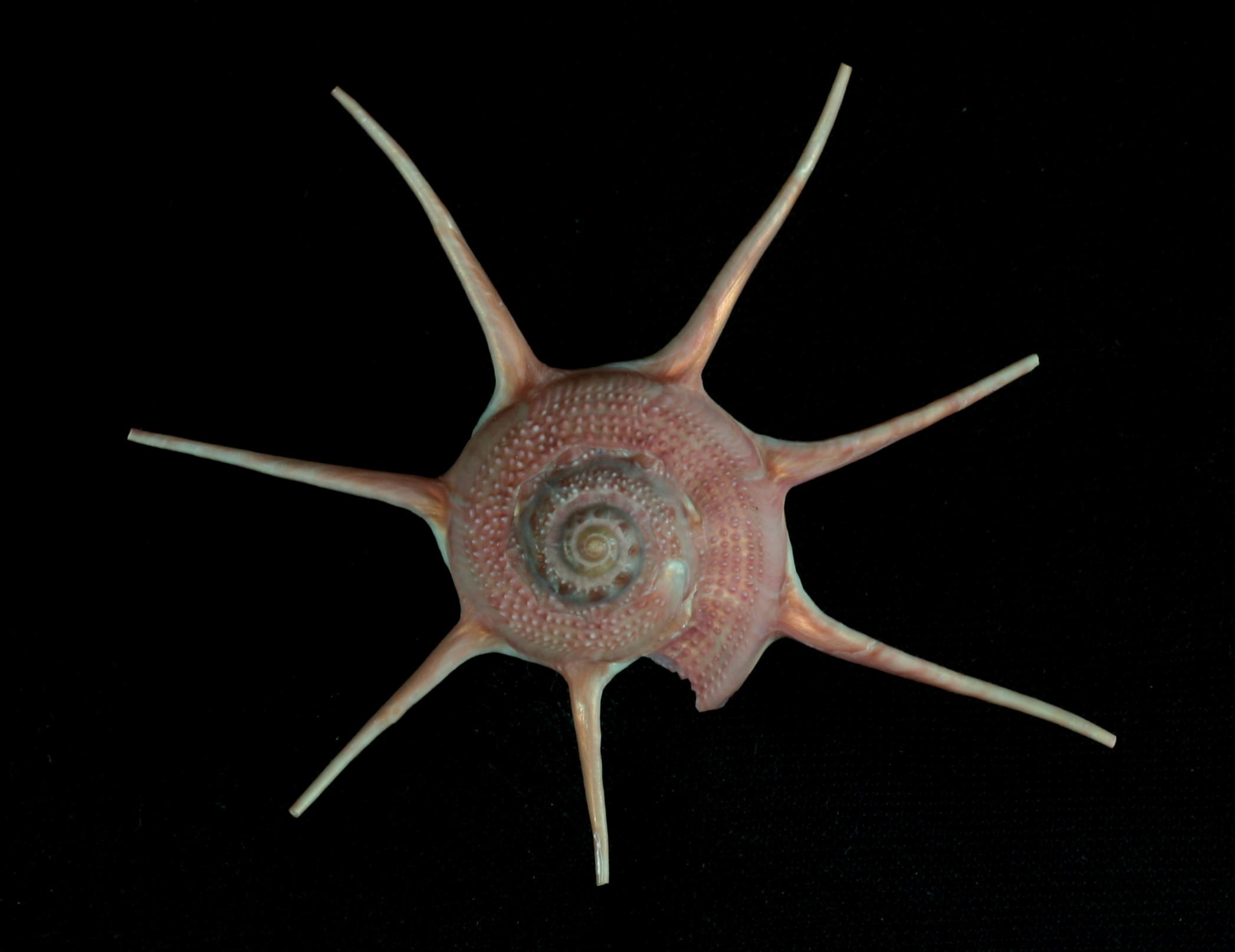
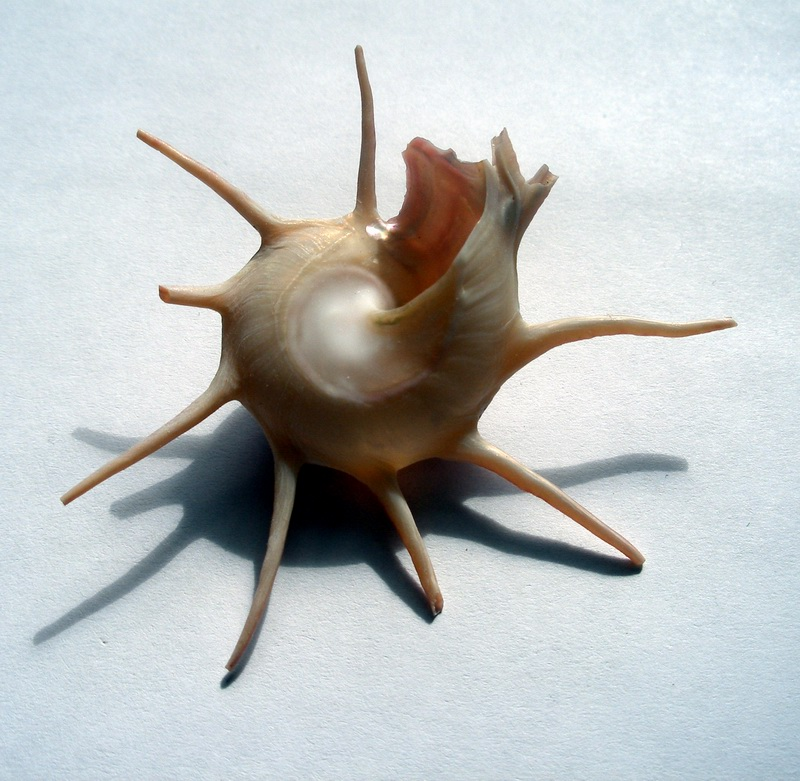
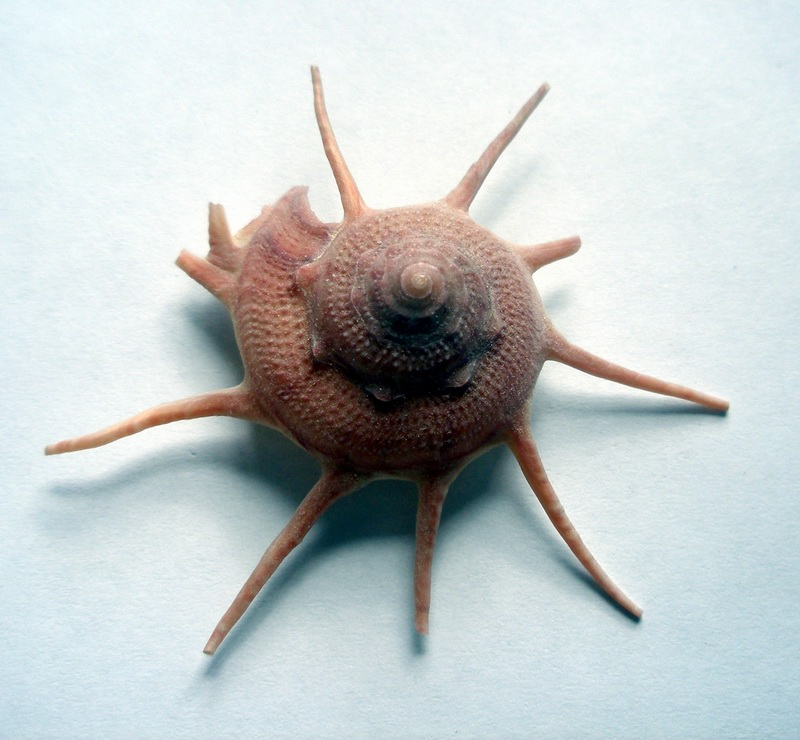
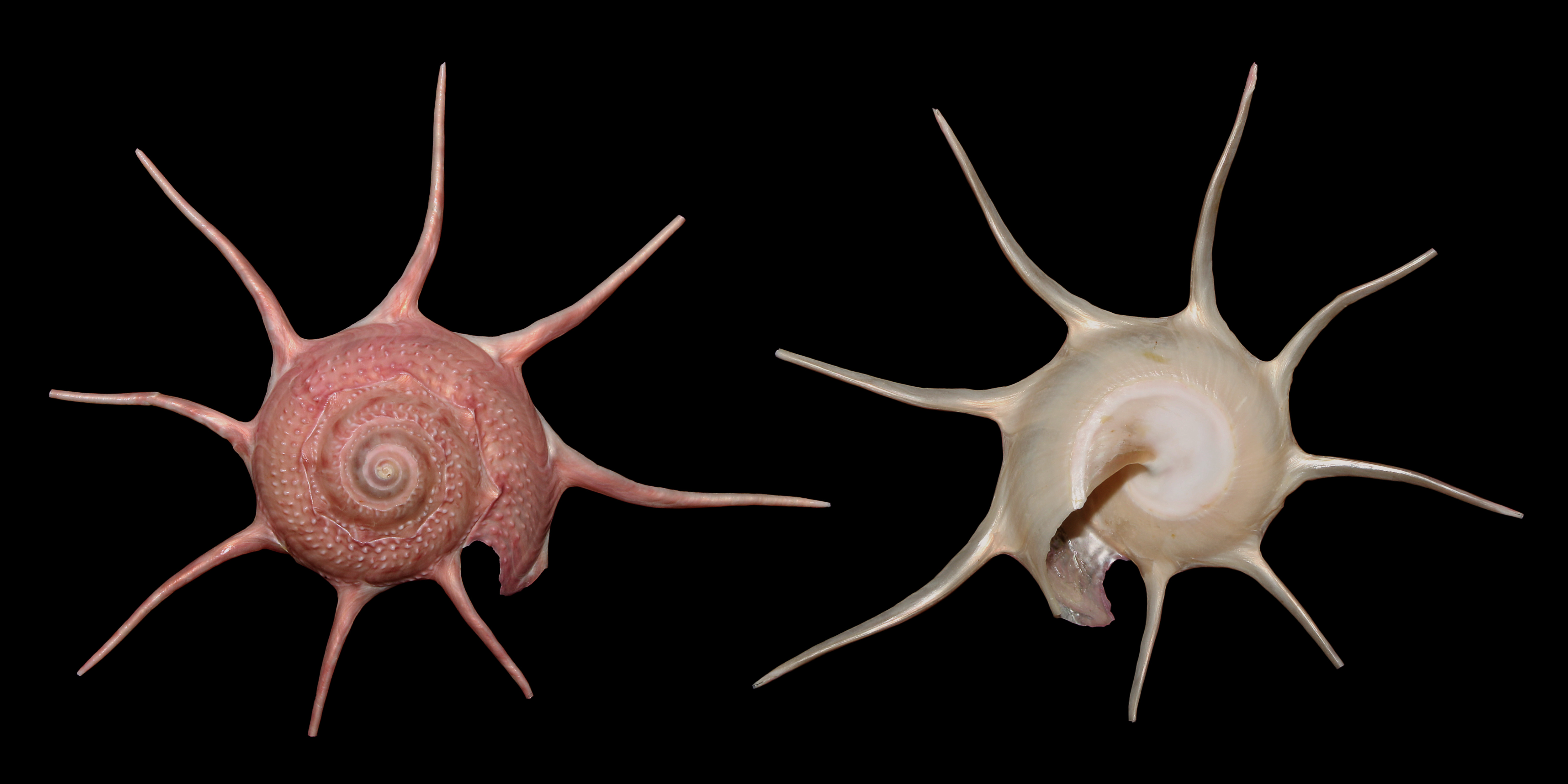